# مروان بن الحكم
مَرْوان بن الحَكَم بن أبِي العاص القُرَشيّ (2 - 65 هـ / 623 - 684 م) هو رابع خلفاء الدولة الأموية في دمشق، حكَم أقلَّ من سنة (64 - 65 هـ / 684 - 685 م) وهو مؤسس الدولة الأموية الثانية بعد انتقال الخلافة من البيت السُّفياني إلى البيت المَرواني، وعلى قِصَر مدَّة حُكمه، امتازت ذُرِّيَّته بأنها السُّلالة التي حكَمَت العالم الإسلامي بين عامَي 685 و750م، ثم حكمَت الأندلس بعد زوالها وغلَبة العباسيين بين عامي 756 و1031م. ولادته بمكة ووفاته بدمشق.

## نسبه وصفته
هو أبُو عَبدِ المَلِك، مَروانُ بن الحَكَم بن أبي العاص (واسمه عمرو) بن أميَّة بن عَبد شمس بن عَبد مَناف بن قُصَي بن كِلاب بن مُرَّة بن كَعْب بن لُؤي بن غالِب بن فِهْر بن مالِك بن النَّضْر بن كِنانة بن خُزَيمة بن مُدرِكة بن إلياس بن مُضَر بن نِزار بن مَعَدّ بن عدنان.
كنيته أبو عبد الملك ويقال أبو القاسم ويقال أبو الحَكَم، المدَني. وأمُّه آمنة بنت عَلقَمة بن صفوان الكِنانية. جعله بعضُ المؤرِّخين من صغار الصحابة، وبعضُهم جعله من كبار التابعين. ولد عام 2 هـ، وقيل: 4 هـ بمكة المكرمة وتوفي سنة 65 هـ بدمشق.
وهو الخليفة الأموي الرابع في دمشق، وكان فقيهًا ضليعًا، وثقة من رواة الحديث. روى له البخاري وأصحاب السنن الأربعة.
وقال ابن أبي الدنيا وغيره: كان مروان قصيرًا، أحمرَ الوجه أوقَصَ (قصير العُنُق)، كبير الرأس واللحية.

## ولايته على المدينة
كان كاتبًا لعثمان بن عفان في أثناء خلافته، وولَّاه معاوية بن أبي سفيان في خلافته على المدينة، ثم عزله، ثم ولاه ثانية، ثم عزله.

## توليه الخلافة
بعد وفاة معاوية بن يزيد اضطرب أمر بني أمية، وكادت دولتهم أن تذهب لولا أن تداركوا أمرهم، مما جعل عبد الله بن الزبير يعلن نفسه خليفة في مكة، وبدأت البيعة تأتيه من الأقاليم حتى من بلاد الشام مركز الأمويين، فانقسم أهلها لفريقين: فريق مال لابن الزبير وهم القيسية بزعامة الضحاك بن قيس الفهري، وفريق آخر ظل على ولائه للأمويين وهم اليمانية في الشام بزعامة حسان بن مالك الكلبي.
كان مروان وبنوه في المدينة عند وفاة يزيد بن معاوية فأخرجهم منها عبد الله بن الزبير، فرحلوا للشام، فلما وصلوها وجدوا الانقسامات على أشدها، مما جعل مروان يفكر في العودة للحجاز لمبايعة ابن الزبير، حتى وصل إلى الشام عدد من قادة بني أمية البارزين كالحصين بن نمير السكوني، الذي كان يحاصر ابن الزبير في مكة، وعبيد الله بن زياد الذي كان في البصرة عند وفاة يزيد فاضطرب عليه الأمر، فهرب إلى الشام، وكان وصول هذين وأمثالهما إلى الشام نقطة تحول في تاريخ الدولة الأموية، فلو تأخر وصولهما لذهب مروان لمبايعة ابن الزبير، ولكنهم استحثوا عزيمة مروان الذي قال له عبيد الله بن زياد، حينما علم أنه يريد مبايعة ابن الزبير، فقال: 'قد استحييت لك من ذلك، أنت كبير قريش وسيدها تمضي إلى أبي خبيب -يقصد ابن الزبير- فتبايعه، فقال مروان: ما فات شيء بعد.
تَطَلَّع مروان للخلافة، لكن واجهته عدة صعوبات، فكان القيسيون بالشام قد بايعوا لابن الزبير، واليمانية أنصار بني أمية كانوا منقسمين لفريقين: فريق يميل لبيعة خالد بن يزيد بن معاوية، ويتزعمه حسان بن مالك الكلبي، ومالك بن هبيرة السكوني، وفريق آخر يميل لبيعة مروان، ويتزعمه روح بن زنباع الجذامي والحصين بن نمير السكوني، وعبيد الله بن زياد، وبعد مناقشات تغلب الفريق الذي يؤيد مروان، وكانت حُجتهم أن خالد بن يزيد لا زال صغيرًا، وليس ندا لعبد الله بن الزبير الأكبر سناً، فقالوا لمعارضيهم: "لا والله لا تأتينا العرب بشيخ - يقصدون ابنَ الزبير - ونأتيهم بصبي" فاتفقوا أن تكون البيعة لمروان، ثم من بعده لخالد بن يزيد، ومن بعده لعمرو بن سعيد الأشدق، واتفقوا على عقد مؤتمر الجابية لإنهاء المشكلة.
لكن الضحاك بن قيس زعيم الفريق الذي بايع ابن الزبير مال إلى بني أمية من جديد، حيث كان بالسابق من أقرب رجال معاوية وابنه يزيد وكان الحاكم الفعلي لدمشق منذ وفاة يزيد، فأرسل إليهم يعتذر عن خروجه عن طاعتهم وأعلن أنه سيحضر مؤتمر الجابية، لكنه لم يستطع المضي في خطته، حيث مُورست عليه ضغوطات للبقاء على بيعة ابن الزبير من رجاله وبصفة خاصة ثور بن معن السلمي فلم يذهب إلى الجابية بل ذهب إلى مرج راهط، لكن لم يؤثِّر موقف الضحاك بن قيس على بني أمية، فقد عقدوا مؤتمرهم في الجابية، وبايعوا مروان بالخلافة في الثالث من ذي القعدة سنة 64 هـ، وقال مروان حين بويع له:
ذهب الضحاك بن قيس زعيم الجناح القيسي المناصر لابن الزبير إلى مرج راهط وانضم إليه النعمان بن بشير الأنصاري والي حمص، وزفر بن الحارث الكلابي والي قنسرين، وأمدهم والي فلسطين ناتل بن قيس الجذامي، وكان واضحًا أنهم يستعدون لمواجهة الأمويين، لكن أنصار مروان حققوا أول نجاح لهم بالاستيلاء على دمشق وطرد عامل الضحاك عنها، ثم عبأ مروان أنصاره من قبائل اليمانية في الشام من بني كلب وسائر قبائل قضاعة وغسان وقبائل السكاسك والسكون من كندة وجذام وبني عاملة وجعل على ميمنته عمرو بن سعيد الأشدق، وعلى ميسرته عبيد الله بن زياد واتجه لمرج راهط قرب دمشق، فدارت المعركة التي حسمت الموقف في الشام لمروان حيث هُزِم القيسيون أنصارُ بن الزبير، وقُتِلَ زعيمهم الضحاك بن قيس، ومعن بن ثور السلمي، وربيعة بن عَمرو الْحرشي، وابن بدر السلمي، وعدد من أشراف القيسية من قبائل بني عامر وبني سليم وغطفان، وكان فيمن قتل هانئ بن قبيصة النميري سيد بني نمير، وكان مع الضحاك، قتله وازع بن ذؤالة الكلبي، فلما سقط هانئ بن قبيصة جريحاً قال:
فعاد إليه وازع فقتله، واستمرت المعركة عشرين يومًا وكانت في نهاية سنة 64هـ، ولما رأى مروان رأس الضحاك بن قيس، ساءه ذلك وقال: الآن حين كبرت سني ودق عظمي وصرت في مثل ظمئ الحمار، أقبلت بالكتائب أضرب بعضها ببعض! ولما انهزم الناس لحقوا بأجنادهم، فانتهى أهل حمص إليها وعليها النعمان بن بشير، فلما بلغه الخبر خرج هرباً ليلاً ومعه امرأته نائلة بنت عمارة الكلبي وأولاده، فتردد ليلته كلها، وفي الصباح طلبه أهل حمص، بقيادة عمرو بن الجلي الكلاعي، فقتله ورد أهله والرأس معه، وجاءت كلب من أهل حمص فأخذوا نائلة وولدها معها، ولما بلغت الهزيمة زفر بن الحارث الكلابي بقنسرين هرب منها فلحق بقرقيسيا وعليها عياض الحرشي، وكان يزيد ولّاه إياها، فطلب منه أن يدخل الحمام ويحلف له بالطلاق والعتاق على أنه حينما يخرج من الحمام لا يقيم بها، فأذن له، فدخلها فغلب عليها وتحصن بها ولم يدخل حمامها، فاجتمعت إليه قبائل قيس عيلان، وكان قد هرب معه إلى قرقيسيا شابان من بني سليم، فجاءت خيل مروان تطلبه، فقال الشابان لزفر: انج بنفسك فإنا نحن مقتولان هنا بدلاً عنك، فمضى زفر وتركهما فقتلا، وهرب ناتل بن قيس الجذامي عن فلسطين فلحق بابن الزبير بمكة، واستعمل مروان بعده على فلسطين روح بن زنباع واستوثقت الشام لمروان واستعمل عماله عليها.
وبعد أن استقر الأمر لمروان في الشام، توجه نحو مصر لاستردادها من عامل ابن الزبير، عبد الرحمن بن جحدم الفهري، وعندما علم ابن جحدم بقدوم مروان بدأ يستعد لقتاله فحفر خندقًا حول الفسطاط، فنزل مروان في عين شمس، فاضطر ابن جحدم إلى الخروج إليه فتحاربا فترة، ثم رأيا أن يتصالحا حقنًا للدماء فاصطلحا، ودخل مروان مصر في غرَّة جمادى الأولى سنة 65 هـ وبايع الناس مروان، وأقام بها نحو شهرين ثم غادرها في أول رجب سنة 65 هـ بعد أن أعادها للحكم الأموي، ثم ولَّى عليها ابنه عبد العزيز، ثم رجع للشام.
وبعث مروان جيشا إلى المدينة بقيادة حبيش بن دلجة القيني، فسار بهم حتى انتهى للمدينة وعليها جابر بن الأسود بن عوف ابن أخي الصحابي عبد الرحمن بن عوف من قبل ابن الزبير، فهرب جابر من المدينة، ثم إن الحارث بن أبي ربيعة والي البصرة لابن الزبير، أرسل جيشاً من البصرة لنصرة ابن الزبير وجعل عليهم الحنيف بن السجف التيمي لحرب حبيش، فلما سمع بهم حبيش سار لهم من المدينة، وأرسل عبد الله بن الزبير، العباس بن سهل بن سعد الساعدي إلى المدينة أميراً وأمره أن يسير في طلب جيش حبيش حتى يوافي الجند من أهل البصرة الذين عليهم الحنيف، فأقبل عباس في آثارهم حتى لحقهم بالربذة، فقاتلهم حبيش، فرماه يزيد بن سنان بسهم فقتله، وكان مع حبيش بن دلجة يومئذٍ يوسف بن الحكم الثقفي وابنه الحجاج، وهما على جمل واحد، وانهزم جيش حبيش، فأسر منهم العباس خمسمئة بالمدينة، فقال العباس بن سهل: انزلوا على حُكمي، فنزلوا، فقتلهم، ورجع فل حبيش للشام، ولما دخل يزيد بن سنان المدينة كان عليه ثياب بيض فاسودَّت مما صبوا عليه من الطيب.
وبعث مروان جيشًا ليقاتل زفر بن الحارث الذي فرَّ إلى قرقيسيا، وولَّى عبيدَ الله بن زياد على رأس جيشه، ووعده أن يستعمله على كل ما يفتحه، وأمره إذا فرغ من زفر أن يتوجه إلى العراق لينتزعها من ولاة ابن الزبير، وفي الطريق عَلمَ ابن زياد بوفاة مروان وتولية ابنه عبد الملك الخلافة.

## تقديرهلآل البيت
- قال جويرية بن أسماء: لما مات الحسن بكى مروان في جنازته، فقال له الحسين بن علي: «أتبكيه وقد كنت تجرعه ما تجرعه ؟» فقال مروان: «إني كنت أفعل ذلك إلى أحلم من هذا» وأشار بيده إلى الجبل.[7]
- روى الإمام قال الأصمعي: لم يكن للـحسين بن علي عقبٌ إلا من ابنه علي بن الحسين، ولم يكن لعلي ولد إلا من أم عبد الله بنت الحسن وهي ابنة عمه، فقال له مروان بن الحكم: «أرى نسل أبيك قد انقطع، فلو اتخذت السراري لعل الله أن يرزقك منهن»، فقال علي بن الحسين: «ما عندي ما أشترى به السراري»، قال: «فأنا أقرضك.» فأقرضه مئة ألف درهم، فاتخذ السراري، وولد له: زيد وعلي والحسين وعمر الأشرف.
- كان مروان يروي الحديث عن علي بن أبي طالب، وعلي زين العابدين ابن الحسين يروي عن مروان الحديث، حتى قال شيخ الإسلام ابن تيمية: «وكذلك علي بن الحسين أخذ العلم عن غير الحسين أكثر مما أخذ عن الحسين. فان الحسين قتل سنة إحدى وستين، وعلي صغير. فلما رجع إلى المدينة، أخذ عن علماء أهل المدينة. فإن علي بن الحسين أخذ عن أمهات المؤمنين عائشة وأم سلمة وصفية وأخذ عن ابن عباس والمسور بن مخرمة وأبي رافع مولى النبي، ومروان بن الحكم وسعيد بن المسيب وغيرهم»، وهذا لا يكون قط لو أن علي زين العابدين كان يشك في علم مروان أو كان بينهما خصومة.
- ذكر الذهبي في سير أعلام النبلاء قال: «كان علي بن الحسين من أفضل أهل بيته، وأحسنهم طاعة، وأحبهم إلى مروان وإلى عبد الملك».

## مكانته وفضله
- كان مروان بن الحكم من سادات قريش وفضلائها، وكان عثمان بن عفان يكرمه ويعظمه، قد قاتل مروان يوم الدار قتالاً شديدًا، وقَتَلَ بعضًا من الخوارج، وكان على الميسرة يوم الجمل، وقال أبو الحكم: سمعت الشافعي يقول: كان علي بن أبي طالب يكثر السؤال عن مروان حين انهزم الناس يوم الجمل، يخشى عليه من القتل، فلما سألوه عن ذلك قال: إنه يعطفني عليه رحم ماسة، وهو سيد من شباب قريش.
- كان قارئًا لكتاب الله، فقيهًا في دين الله، شديدًا في حدود الله، ومن أجل ذلك ولاه معاوية بن أبي سفيان المدينة أكثر من مرة، وأقام للناس في الحج سنين متعددة.
- قال أحمد بن حنبل يقال: كان مروان قاضياً يتتبع قضايا وأحكام عمر بن الخطاب، وكان جوادًا كريمًا فقد روى المدائني عن إبراهيم بن محمد عن جعفر بن محمد أن مروان أسلف علي بن الحسين، حين رجع إلى المدينة بعد مقتل الحسين ستة آلاف دينار، فلما حضرته الوفاة أوصى إلى ابنه عبد الملك أن لا يسترجع من علي بن الحسين شيئًا، فبعث إليه عبد الملك بذلك فامتنع من قبولها، فألح عليه فقبلها، وقال: الشافعي: إن الحسن والحسين كانا يصلّيان خلف مروان ولا يعيدانها، ويعتدّان بها.
- كان مروان حكيمًا ذا عقل وكياسة، ومما يدل على حكمته وعقله أنه كان أثناء ولايته على المدينة، إذا وقعت مشكلة شديدة جمع مَنْ عنده من الصحابة فاستشارهم فيها، وهو الذي جمع الصيعان فأخذ بأعدلها فنسب إليه الصاع؛ فقيل: صاع مروان.
- قال عنه أبو بكر بن العربي: مروان رجل عَدْلٌ من كبار الأمة عند الصحابة والتابعين وفقهاء المسلمين، أما الصحابة فإن سهل بن سعد الساعدي روى عنه، وأما التابعون فأصحابه في السن، وإن كان جازهم باسم الصحبة في أحد القولين، وأما فقهاء الأمصار فكلهم على تعظيمه، واعتبار خلافته، والتَّلَفُّت إلى فتواه، والانقياد إلى روايته، وأما السفهاء من المؤرخين والأدباء فيقولون على أقدارهم.
- روى مروان عن عمر بن الخطاب وعثمان بن عفان - وكان كاتبًا لعثمان - وروى عن علي بن أبي طالب وزيد بن ثابت وبسرة بنت صفوان الأزدية وكانت حماته.
- روى عن مروان ابنه عبد الملك وسهل بن سعد وسعيد بن المسيب وعروة بن الزبير وعلي بن الحسين زين العابدين ومجاهد وغيرهم.[8]
- قال الواقدي ومحمد بن سعد: أدرك النبيَّ ولم يحفظ عنه شيئًا، وكان عمره ثمان سنين حين توفي النبي، وذكره ابن سعد في الطبقة الأولى من التابعين، وقد كان مروان من سادات قريش وفضلائها.
- قال ابن وهب: سمعت مالك بن أنس يقول: قال مروان يومًا: قرأت كتاب الله منذ أربعين سنة ثم أصبحت فيما أنا فيه، من إهراق الدماء وهذا الشأن! يقصد عندما تولى الخلافة.
- كان مروان إذا ذُكِرَ الإسلام قال:

- كان آخر ما تكلم به مروان: وجبت الجنة لمن خاف النار، وكان نقش خاتمه العزة لله ، وقال الأصمعي: كان نقش خاتم مروان آمنت بالعزيز الرحيم.[9]

## انتقادات عليه
يرى بعض العلماء والمحققين من أهل السنة والجماعة ذم مروان بن الحكم، وقد أورد ابن كثير في تاريخه البداية والنهاية حيث قال: وقد كان أبوه الحكم من أكبر أعداء النبي، وإنما أسلم يوم الفتح، وقدم الحكم المدينة ثم طرده النبي إلى الطائف، ومات بها، ومروان كان أكبر الأسباب في حصار عثمان لأنه زور على لسانه كتابا إلى مصر بقتل أولئك الوفد، ولما كان متوليا على المدينة لمعاوية كان يسب علياً كل جمعة على المنبر، وقال له الحسن بن علي: لقد لعن الله أباك الحكم وأنت في صلبه على لسان نبيه فقال: لعن الله الحكم وما ولد.

### اعتقادالشيعةفيه
يرى الشيعة ذم مروان بن الحكم، فقد جاء في نهج البلاغة أحد كتب الشيعة أنه: «أخذ مروان بن الحكم أسيرا يوم الجمل، فاستشفع الحسن والحسين عليهما السلام إلى أمير المؤمنين عليه السّلام فكلماه فيه، فخلى سبيله، فقالا له: يبايعك يا أمير المؤمنين؟ فقال عليه السّلام: أولم يبايعنى بعد قتل عثمان؟ لا حاجة لى في بيعته إنّها كفّ يهوديّة لو بايعنى بكفّه لغدر بسبته أما إنّ له إمرة كلعقة الكلب أنفه، وهو أبو الأكبش الأربعة، وستلقى الأمّة منه ومن ولده يومًا أحمرَ.»

## تراثه
- أنشأ سبيل ابن الحكم (اندثر) في شارع ابن الحكم بحلمية الزيتون.
- أنشأ دار مروان الشهيرة في المدينة، التي أصبحت لاحقًا دارًا للولاة والأمراء الذين يحكمون المدينة.

## وفاته
توفي مروان بن الحكم سنة 65 هـ بدمشق. وكان كاتبه زمن خلافته عبيد بن أوس، وحاجبه المنهال مولاه، وقاضيه أبو إدريس الخولاني، وصاحب شرطته يحيى بن قيس الغساني.

## زوجاته وأولاده
- عائشة بنت معاوية بن المغيرة الأموية وولدت له: أمير المؤمنين عبد الملك، ومُعَاوية، وأم عمرو تزوجها الوليد بن عثمان بن عفان الأموي.
- ليلى بنت زبان الكلبية وولدت له: عبد العزيز، وأم عُثَمان تزوجها عبد الملك بن الحارث بن الحكم الأموي.
- قطية بنت بشر بن عامر ملاعب الأسنة الكلابية وولدت له: بشر.
- أم أبان بنت عثمان بن عفان الأموية وولدت له: عبيد الله، وأبان، وعبد الله، وأيوب، وعثمان، وداود، ورملة.
- زينب بنت عُمَر بن أبي سلمة المخزومية وولدت له: عُمَر، وأم عُمَر.

## وصلات خارجية
- مروان بن الحكم والخروج من عباءة السفيانيين - إسلام أون لاين.
- خلافة مروان بن الحكم - مكتبة الأسرة المسلمة.
- مروان بن الحكم - موقع «قصة الإسلام».
- البداية والنهاية